# Peter Weller
Peter Frederick Weller (Stevens Point, Wisconsin, 24 de junho de 1947), é um ator, diretor e conferencista estadunidense. Ficou conhecido por interpretar o policial-ciborgue Robocop nos dois primeiros filmes da série (no terceiro filme, o intérprete foi Robert John Burke).
Ele também participou da série 24 Horas em sua quinta temporada, também fez uma participação na quinta temporada do seriado Dexter.
Participou da série "Construindo um Império", do History Channel, na qual atuou como narrador, utilizando sua titulação em História da Arte, na especialidade do Renascimento na Toscana e sua relação com a Syracuse University.

## Filmografia
- 2022 - In Search of Tomorrow
- 2017 - Yamasong: March of the Hollows
- 2015 - Skin Trade

- 2013 - Star Trek Into Darkness - Alexander Marcus
- 2010 - Once Fallen - Eddie
- 2007 - Caçados - Tom Newman
- 2006 - The Hard Easy - Ed
- 2005 - Encontros com o Acaso - Wick Treadway
- 2005 - Man of God - Rabbi
- 2003 - O Devorador de Pecados - Driscoll
- 2001 - Styx - Nelson
- 1995 - Assassinos Cibernéticos - Joe Hendricksson
- 1995 - Para Além das Nuvens - Michelangelo Antonioni, Wim Wenders
- 1994 - The New Age - Peter Witner
- 1993 - Sunset Grill - Ryder Hart
- 1992 - Fifty/Fifty - Jake Wyer
- 1991 - Mistérios e Paixões - Bill Lee
- 1991 - Road to Ruin - Jack Sloan
- 1990 - RoboCop 2 - Murphy/Robocop
- 1989 - Cat Chaser - George Moran
- 1989 - Leviathan - Steven Beck
- 1988 - Shakedown - Roland Dalton
- 1987 - RoboCop - Murphy/Robocop
- 1987 - O Túnel - Juan Pablo Castel
- 1986 - O Protetor - Baston Morris
- 1984 - Quando Se Perde a Ilusão - Sam
- 1984 - As Aventuras de Buckaroo Banzai - Buckaroo Banzai
- 1983 - O Inimigo Desconhecido - Bart Hughes
- 1982 - Shoot the Moon - Frank Henderson
- 1980 - Just Tell Me What You Want  - Steven Routledge
- 1979 - A Juventude de Butch Cassidy - Joe Le Fors

## Televisão
- 2013 - Sons of Anarchy - Charles Barosky
- 2010 - Psych - Mr. Yin
- 2010 - Dexter - Stan Liddy
- 2010 - Fringe - Alistair Peck
- 2006 - 24 Horas - Christopher Henderson
- 2005 - The Poseidon Adventure (TV) - Capitão Paul Gallico
- 2005 - Enterprise - John Frederick Paxton
- 2003 - Odyssey 5 - Chuck Taggart
- 1994 - A Substituta (TV) - Martin Hightower
- 1990 - Rainbow Drive (TV) - Mike Gallagher
- 1990 - Homens & Mulheres - Histórias de Sedução (TV) - Hobie
- 1986 - Apology (TV) - Rad Hungate
- 1983 - Two Kinds of Love (TV) - Joe Farley
- 1983 - Kentucky Woman (TV) - Deke Cullover
- 1975 - The Silence (TV) - Red Sash

## Videogames
| Ano  | Título                          | Voz               | Nota(s)                                      |
| ---- | ------------------------------- | ----------------- | -------------------------------------------- |
| 2005 | Codename: Panzers – Phase Two   | Jeffrey S. Wilson |                                              |
| 2014 | Family Guy: The Quest for Stuff | RoboCop           |                                              |
| 2016 | Call of Duty: Infinite Warfare  | Caleb Thies       | "Know your enemy" só trailer, não creditado. |
| 2017 | Wilson's Heart                  | Robert Wilson     |                                              |
| 2020 | Mortal Kombat 11: Aftermath     | RoboCop           |                                              |
| 2023 | RoboCop: Rogue City             | RoboCop           |                                              |